# Mike Wheeler (postać fikcyjna)
Mike Wheeler – postać fikcyjna, jeden z głównych bohaterów serialu Stranger Things. Był grany, przez Finna Wolfharda. Jest on liderem swojej grupy przyjaciół.

## Życiorys
Urodził się jako drugie dziecko Karen i Teda Wheelerów. Wychował się w mieście Hawkins w stanie Indiana. We wczesnych latach w przedszkolu zaprzyjaźnił się z Willem Byersem, później do paczki dołączył Lucas Sinclair, a w czwartej klasie Dustin Henderson. Akcja serialu zaczyna się, gdy po kampanii w grze Dungeons & Dragons w tajemniczych okolicznościach znika Will Byers i razem z przyjaciółmi postanawia spróbować własnych sił w odszukaniu zaginionego.

## Geneza
Początkowo Noah Schnapp, a nie Finn Wolhard starał się o rolę Mike’a Wheelera (ostatecznie zdobył rolę innego bohatera – WIlla Byersa). Rozwój postaci to jest historia „coming-of-age” podobna do tych z filmów z lat 80., które były inspiracją dla Dufferów. Wstępnie miał być on projektowany na typową główną postać z lat 80., która jest jednocześnie lojalna i energiczna, ale również bezbronna, przez swój wiek.